# Nunuhakniti
Nunuhakniti is een bestuurslaag in het regentschap Timor Tengah Selatan van de provincie Oost-Nusa Tenggara, Indonesië. Nunuhakniti telt 1024 inwoners (volkstelling 2010).